# Мйодуси-Покшивне
Мйодуси-Покшивне (пол. Miodusy-Pokrzywne) — село в Польщі, у гміні Перлеєво Сім'ятицького повіту Підляського воєводства.
Населення — 88 осіб (2011).
У 1975-1998 роках село належало до Ломжинського воєводства.

## Демографія
Демографічна структура станом на 31 березня 2011 року:
|          | Загалом | Допрацездатний вік | Працездатний вік | Постпрацездатний вік |
| -------- | ------- | ------------------ | ---------------- | -------------------- |
| Чоловіки | 46      | 13                 | 29               | 4                    |
| Жінки    | 42      | 7                  | 28               | 7                    |
| Разом    | 88      | 20                 | 57               | 11                   |